# Terminus (Doctor Who)
Terminus es el cuarto serial de la 20.ª temporada de la serie británica de ciencia ficción Doctor Who, emitido originalmente en cuatro episodios, dos por semana, del 15 al 23 de febrero de 1983. Fue la segunda de las tres entregas de la "trilogía del Guardián Negro", y fue el último serial en el que apareció Sarah Sutton como Nyssa.

## Argumento
Siguiendo las instrucciones del Guardián Negro, Turlough sabotea la TARDIS, provocando que partes suyas se disuelvan. Mientras el campo de inestabilidad amenaza con engullir la habitación de Nyssa, aparece una puerta detrás de ella, y el Quinto Doctor le dice que vaya a través de ella. La TARDIS, para salvarse a sí misma, se materializa a bordo de una nave espacial con destino desconocido. El Doctor y Nyssa, mientras exploran la nave, encuentran a dos ladrones, Kari y Olvir, que tienen intención de llevarse la carga de la nave. Cuando la nave de los ladrones abandona a Kari y Olvir, se descubre que la nave es en realidad un transporte que lleva lázaros, enfermos de una enfermedad similar a la lepra, a una estación espacial llamada Terminus, propiedad de Terminus Inc., quienes afirman que existe una cura allí. Sin embargo, nadie ha regresado de allí.
Nyssa, separada del Doctor, se infecta de la enfermedad de Lázaro y se la llevan con el resto de lázaros. Terminus está administrada por los Vanir, guardias vestidos con una armadura ornamentada de radiación. Son mano de obra esclavizada, a la que mantienen con vida sólo mediante dosis regulares de una droga llamada "hidromiel", que les suministra la corporación. El Doctor descubre que Terminus está en el centro del universo conocido y esta información le inquieta. Nyssa, mientras tanto, es entregada al Garm, una criatura bípeda similar a un perro, que le lleva a una cámara y la expone a la radiación. El Doctor y Kari encuentran la sala de control de Terminus y él se da cuenta de que Terminus es también una máquina del tiempo. En algún punto indeterminado del pasado, el combustible que daba energía a Terminus se hizo inestable, y el ahora fallecido piloto había intentado expulsarlo cuando aún estaban en el Vórtice del Tiempo. El tanque explotó, y la ola de energía inició el "Evento Uno" (el Big Bang) y catapultó a Terminus a miles de millones de años en el futuro. Aún queda un tanque de combustible inestable, y el ordenador ha iniciado una cuenta atrás para expulsarlo también. Sin embargo, si la primera explosión creó el universo, la segunda sin ninguna duda lo destruiría.
Nyssa se despierta para descubrir que ya no está infectada. La cura de radiación funciona, pero es fortuita, con tanta gente muriendo de ella como recuperándose. Garm lo sabe, pero no puede refinarlo ya que es controlado por el Vanir. Al solicitar la ayuda del Garm, el Doctor evita la cuenta atrás el tiempo suficiente para desactivar la computadora y cortar los cables de control del motor. A cambio, el Doctor destruye la caja de control electrónico, liberando el Garm.
Nyssa llega a un acuerdo con los Vanir: a cambio de sintetizar hidromel y liberarlos de la influencia de la corporación, convertirán a Terminus de una colonia de leprosos en un verdadero hospital, y con la ayuda de Garm perfeccionará la cura de radiación. Decidiendo que sus habilidades científicas se necesitan más en Terminus, Nyssa elige quedarse atrás, despidiendo a sus amigos con lágrimas en los ojos. Cuando Tegan y el Doctor vuelven a la TARDIS, el Guardián Negro le dice a Turlough que esta es su última oportunidad de matar al Doctor

### Continuidad
Cada historia de la 20.ª temporada de Doctor Who incluía un enemigo del pasado del Doctor. Para esta trilogía, que comenzó con Mawdryn Undead y concluyó con Enlightenment, el enemigo era el Guardián Negro, cuyo encuentro anterior fue con el Cuarto Doctor en la conclusión de la saga The Key to Time en The Armageddon Factor (1979).
Esta fue la última historia de Sarah Sutton como miembro regular del reparto de la serie. Sutton volvería a aparecer brevemente como una imagen alucinatoria de Nyssa durante la secuencia de regeneración en The Caves of Androzani. También aparecería muy brevemente en el especial benéfico de 1993 Dimensions in Time.
Aquí, Evento Uno identifica al Big Bang. Sin embargo, en Castrovalva, Evento Uno se refiere a la creación de la Vía Láctea, no del universo.

## Producción
| Episodio          | Fecha de emisión      | Duración | Espectadores en millones | Estado en el archivo  |
| ----------------- | --------------------- | -------- | ------------------------ | --------------------- |
| Episodio 1        | 15 de febrero de 1983 | 24:58    | 6,8                      | Cinta original en PAL |
| Episodio 2        | 16 de febrero de 1983 | 24:40    | 7,5                      | Cinta original en PAL |
| Episodio 3        | 22 de febrero de 1983 | 24:39    | 6,5                      | Cinta original en PAL |
| Episodio 4        | 23 de febrero de 1983 | 24:49    | 7,4                      | Cinta original en PAL |
| [ 1 ] [ 2 ] [ 3 ] |                       |          |                          |                       |

La producción de Terminus estuvo plagada de problemas técnicos, incluyendo problemas de vestuario, retrasos por problemas eléctricos, y un escenario mal construido. El resultado fue que algunas escenas se tuvieron que grabar en escenarios mal iluminados, la producción se retrasó gravemente, y varias escenas se grabaron a toda prisa, para la frustración de Davison. Stephen Gallagher originalmente quería llamar a Kari "Yoni", hasta que Eric Saward señaló que esa era la palabra en sánscrito para describir la vagina.
En este serial, Nyssa se quitó la falda en la segunda parte y se quedó en ropa interior el resto de la historia. Según el guion, se sentía enferma, e intentaba relajar la presión en el estómago de esa forma, pero esto no quedó del todo claro en pantalla. En una entrevista para el libro Doctor Who 25 Glorius Years, Sarah Sutton, intérprete de Nyssa, sugirió que fue deliberado, al servicio de los fanes:

Aún sonrío cuando me acuerdo de cómo la oficina de producción seguía recibiendo cartas de reclamación sobre que Nyssa estaba demasiado tapada. Ese es el motivo por el que cuando dejé la serie en "Terminus", decidí quitarme la falda como gesto de despedida a todos esos fans que lo habían escrito. Teniendo en cuenta la polémica que provocó en su momento, y que aún me preguntan por ello cuando me entrevistan, ¡no estoy segura de que fuera una cosa sensata haberlo hecho!

### Noras del reparto
Liza Goddard, intérprete de Kari, es la antigua mujer del intérprete del Sexto Doctor, Colin Baker.

## Publicaciones comerciales
Terminus se publicó en VHS en enero de 1993. Se publicó como parte de la trilogía del Guardián Negro en DVD el 10 de agosto de 2009.